# Guinzeling
Guinzeling é uma comuna francesa na região administrativa de Grande Leste, no departamento de Mosela. Estende-se por uma área de 4,83 km². Em 2010 a comuna tinha 68 habitantes (densidade: 14,1 hab./km²).